# GOLD (世界文化社の雑誌)
GOLD（ゴールド）とは、世界文化社から発売されている婦人向けファッション雑誌である。月刊誌で、毎月7日発売。現在休刊。

## 概要
2013年10月7日創刊。同社が発売していた「雑誌」の創刊25周年に関連し、同誌の「MISS plus+」へのリニューアル（同年休刊）と並行して、創刊当初の「miss家庭画報」を購読していた世代にあたる40～50代婦人向け雑誌として創刊された。
2016年3月号（2月5日発売）をもって定期刊行を終了し、それ以降は不定期にムック本としての展開を予定している。コミュニティ、公式サイトは継続する。
ターゲット年齢層は「家庭画報」とも重複していたが、旅行や伝統芸能などカルチャー関連を重視する「家庭画報」に対し、こちらはファッション、コスメなどに関する掲載が主体であった。キャリアコンサバ系のスタイルを主に提案した。
なお、世界文化社では、2007～08年にかけて、同じ毎月7日発売で同じ世代をターゲットと想定した雑誌として「GRACE」（グレース）を発売していたことがある。

## カバーキャラクター
- 今井美樹 - 2013年11月号（創刊）～2014年10月号
- 後藤久美子 - 2014年11月号（創刊1周年）～2016年3月号